# Emily Hartridge
Emily Hartridge (Anglaterra, 25 de maig de 1984 – Londres, 12 de juliol de 2019) va ser una celebritat de YouTube i presentadora de televisió anglesa. Es va fer conèixer a partir del 2012 gràcies al seu canal de YouTube que tenia més de 340.000 subscriptors i els seus vídeos “Ten Reasons Why ...”. Posteriorment va començar a treballar per Channel 4 amb el programa Oh Sh*t I’m 30.